# Конжи (Савоја)
Конжи (фр. Conjux) насеље је и општина у источној Француској у региону Рона-Алпи, у департману Савоја која припада префектури Шамбери.
По подацима из 2011. године у општини је живело 187 становника, а густина насељености је износила 110,0 становника/km². Општина се простире на површини од 1,7 km². Налази се на средњој надморској висини од 258 метара (максималној 443 m, а минималној 225 m).

## Демографија
| 1962. | 1968. | 1975. | 1982. | 1990. | 1999. | 2011. |
| ----- | ----- | ----- | ----- | ----- | ----- | ----- |
| 108   | 125   | 125   | 122   | 126   | 169   | 187   |

График промене броја становника у току последњих година